# FTTX
에프티티엑스 (FTTX)은 "Fiber to the x"의 약자로 일반적인 구리선으로 되어 있는 전화망을 대체하는 광(optical fiber)의 네트워크 구조를 두루 일컫는다. 다음은 광 구간이 점점 증가하게 되는 4가지의 기술이다. 최종적으로는 가입자 집(Home)까지 광 라인이 들어가게 된다.
- Fiber to the node/neighborhood (FTTN) 가입자 주변의 특정 노드까지 광이 들어간 경우/ Fiber to the cabinet (FTTCab) 통신 사업자들이 설치하는 주택가 주변의 Cabinet까지 광이 들어가는 경우
- Fiber to the curb (FTTC) / Fibre to the kerb (FTTK)
- Fiber to the building (FTTB) 빌딩의 통신관리실,일반적으로 지하,까지 광이 들어가는 경우
- Fiber to the home (FTTH) 집안에까지 광라인이 들어가는 경우, 현재 한국에는 선두 업체인 KT와 후발 업체인 SK브로드밴드, LG유플러스의 EPON 서비스가 일반가정까지 광라인이 들어가서 기가 인터넷 서비스가 되고 있다. KT가 CF을 통해서, 가정의 PC에 광라인을 꽂는 장면을 묘사한다.[1]

## 기술
- VDSL(FTTN, FTTC, 및 몇몇 FTTB 구현에서)과 폰(FTTH과 몇몇 FTTB 구현)은 FTTX 네트워크 구조를 지원하는 데 필수적인 기술들이다.